# Molfile
Molfile ist ein textbasiertes Dateiformat, das ursprünglich von der Firma MDL Information Systems entwickelt wurde und dem freien Datenaustausch von chemischen Strukturen dient. Es handelt sich um einen De-facto-Standard. Das Dateiformat war zunächst nur für die Verarbeitung mit Programmen von MDL konzipiert. Aufgrund von strenger Abwärtskompatibilität und Unterstützung in zahlreichen Programmen, nahm die Verbreitung immer weiter zu. Die Verbindung von Atomen wird in Form von Bindungstabellen gespeichert, die zwei- und dreidimensionale Ansichten des Moleküls ermöglichen. Es existiert noch eine erweiterte Version, die sich vom Ursprungsformat stark unterscheidet.